# Olympische Sommerspiele 2020/Teilnehmer (Dänemark)
| Gelbes Symbol für Goldmedaillen mit stilisierten Olympischen Ringen | Graues Symbol für Silbermedaillen mit stilisierten Olympischen Ringen | Braundes Symbol für Bronzemedaillen mit stilisierten Olympischen Ringen |
| ------------------------------------------------------------------- | --------------------------------------------------------------------- | ----------------------------------------------------------------------- |
| 3                                                                   | 4                                                                     | 4                                                                       |

Dänemark nahm an den Olympischen Spielen 2020 in Tokio mit 104 Sportlern in 16 Sportarten teil. Es war die insgesamt 28. Teilnahme an Olympischen Sommerspielen.

## Teilnehmer nach Sportarten

### Badminton
| Athleten                            | Wettbewerb | Gruppenphase                 | Gruppenphase              | Gruppenphase | Gruppenphase | Achtelfinale  | Achtelfinale       | Viertelfinale  | Viertelfinale             | Halbfinale    | Halbfinale         | Finale        | Finale             | Rang          |
| Athleten                            | Wettbewerb | Gegner                       | Ergebnis                  | Punkte       | Rang         | Gegner        | Ergebnis           | Gegner         | Ergebnis                  | Gegner        | Ergebnis           | Gegner        | Ergebnis           | Rang          |
| ----------------------------------- | ---------- | ---------------------------- | ------------------------- | ------------ | ------------ | ------------- | ------------------ | -------------- | ------------------------- | ------------- | ------------------ | ------------- | ------------------ | ------------- |
| Frauen                              |            |                              |                           |              |              |               |                    |                |                           |               |                    |               |                    |               |
| Mia Blichfeldt                      | Einzel     | W. Chen                      | 2:0 (21:7, 21:14)         | 84:34        | 1            | P. V. Sindhu  | 0:2 (15:21, 13:21) | ausgeschieden  | ausgeschieden             | ausgeschieden | ausgeschieden      | ausgeschieden | ausgeschieden      | ausgeschieden |
| Mia Blichfeldt                      | Einzel     | L. Setschiri                 | 2:0 (21:10, 21:3)         | 84:34        | 1            | P. V. Sindhu  | 0:2 (15:21, 13:21) | ausgeschieden  | ausgeschieden             | ausgeschieden | ausgeschieden      | ausgeschieden | ausgeschieden      | ausgeschieden |
| Maiken Fruergaard Sara Thygesen     | Doppel     | Du Y. / Li Y.                | 0:2 (13:21, 15:21)        | 138:157      | 4            | ausgeschieden | ausgeschieden      | ausgeschieden  | ausgeschieden             | ausgeschieden | ausgeschieden      | ausgeschieden | ausgeschieden      | ausgeschieden |
| Maiken Fruergaard Sara Thygesen     | Doppel     | Lee S.-h. / Shin S.-c.       | 2:1 (15:21, 21:19, 22:20) | 138:157      | 4            | ausgeschieden | ausgeschieden      | ausgeschieden  | ausgeschieden             | ausgeschieden | ausgeschieden      | ausgeschieden | ausgeschieden      | ausgeschieden |
| Maiken Fruergaard Sara Thygesen     | Doppel     | S. Mapasa / G. Somerville    | 1:2 (19:21, 21:13, 12:21) | 138:157      | 4            | ausgeschieden | ausgeschieden      | ausgeschieden  | ausgeschieden             | ausgeschieden | ausgeschieden      | ausgeschieden | ausgeschieden      | ausgeschieden |
| Männer                              |            |                              |                           |              |              |               |                    |                |                           |               |                    |               |                    |               |
| Viktor Axelsen                      | Einzel     | L. Wraber                    | 2:0 (21:12, 21:11)        | 84:45        | 1            | Wang T.-W.    | 2:0 (21:16, 21:14) | Shi Y.         | 2:0 (21:13, 21:13)        | K. Cordón     | 2:0 (21:18, 21:11) | Chen L.       | 2:0 (21:15, 21:12) | Gold          |
| Viktor Axelsen                      | Einzel     | K. Koljonen                  | 2:0 (21:9, 21:13)         | 84:45        | 1            | Wang T.-W.    | 2:0 (21:16, 21:14) | Shi Y.         | 2:0 (21:13, 21:13)        | K. Cordón     | 2:0 (21:18, 21:11) | Chen L.       | 2:0 (21:15, 21:12) | Gold          |
| Anders Antonsen                     | Einzel     | Nguyễn T. M.                 | 2:0 (21:13, 21:13)        | 84:57        | 1            | T. Penty      | 2:0 (21:10, 21:15) | A. Ginting     | 1:2 (18:21, 21:15, 18:21) | ausgeschieden | ausgeschieden      | ausgeschieden | ausgeschieden      | 5             |
| Anders Antonsen                     | Einzel     | A. R. Dwicahyo               | 2:0 (21:16, 21:15)        | 84:57        | 1            | T. Penty      | 2:0 (21:10, 21:15) | A. Ginting     | 1:2 (18:21, 21:15, 18:21) | ausgeschieden | ausgeschieden      | ausgeschieden | ausgeschieden      | 5             |
| Kim Astrup Anders Skaarup Rasmussen | Doppel     | W. Iwanow / I. Sosonow       | 2:0 (21:13, 21:18)        | 110:90       | 2            | —             | —                  | Li J. / Liu Y. | 1:2 (21:12, 14:21, 19:21) | ausgeschieden | ausgeschieden      | ausgeschieden | ausgeschieden      | ausgeschieden |
| Kim Astrup Anders Skaarup Rasmussen | Doppel     | G. Olofua / A. J. Opeyori    | 2:0 (21:7, 21:10)         | 110:90       | 2            | —             | —                  | Li J. / Liu Y. | 1:2 (21:12, 14:21, 19:21) | ausgeschieden | ausgeschieden      | ausgeschieden | ausgeschieden      | ausgeschieden |
| Kim Astrup Anders Skaarup Rasmussen | Doppel     | H. Endō / Y. Watanabe        | 0:2 (14:21, 12:21)        | 110:90       | 2            | —             | —                  | Li J. / Liu Y. | 1:2 (21:12, 14:21, 19:21) | ausgeschieden | ausgeschieden      | ausgeschieden | ausgeschieden      | ausgeschieden |
| Mixed                               |            |                              |                           |              |              |               |                    |                |                           |               |                    |               |                    |               |
| Mathias Christiansen Alexandra Bøje | Doppel     | Y. Watanabe / A. Higashino   | 0:2 (22:20, 11:21, 15:21) | 131:127      | 3            | ausgeschieden | ausgeschieden      | ausgeschieden  | ausgeschieden             | ausgeschieden | ausgeschieden      | ausgeschieden | ausgeschieden      | ausgeschieden |
| Mathias Christiansen Alexandra Bøje | Doppel     | P. Jordan / M. D. Oktavianti | 0:2 (22:24, 19:21)        | 131:127      | 3            | ausgeschieden | ausgeschieden      | ausgeschieden  | ausgeschieden             | ausgeschieden | ausgeschieden      | ausgeschieden | ausgeschieden      | ausgeschieden |
| Mathias Christiansen Alexandra Bøje | Doppel     | S. Leung / G. Somerville     | 2:0 (21:6, 21:14)         | 131:127      | 3            | ausgeschieden | ausgeschieden      | ausgeschieden  | ausgeschieden             | ausgeschieden | ausgeschieden      | ausgeschieden | ausgeschieden      | ausgeschieden |

### Bogenschießen
| Athleten   | Wettbewerb | Qualifikation | Qualifikation | 1. Runde      | 1. Runde | 2. Runde  | 2. Runde | Achtelfinale  | Achtelfinale  | Viertelfinale | Viertelfinale | Halbfinale    | Halbfinale    | Finale        | Finale        | Rang          |
| Athleten   | Wettbewerb | Ringe         | Rang          | Gegner        | Ergebnis | Gegner    | Ergebnis | Gegner        | Ergebnis      | Gegner        | Ergebnis      | Gegner        | Ergebnis      | Gegner        | Ergebnis      | Rang          |
| ---------- | ---------- | ------------- | ------------- | ------------- | -------- | --------- | -------- | ------------- | ------------- | ------------- | ------------- | ------------- | ------------- | ------------- | ------------- | ------------- |
| Frauen     |            |               |               |               |          |           |          |               |               |               |               |               |               |               |               |               |
| Maja Jager | Einzel     | 649           | 25            | D. Choirunisa | 6:2      | X. Perowa | 3:7      | ausgeschieden | ausgeschieden | ausgeschieden | ausgeschieden | ausgeschieden | ausgeschieden | ausgeschieden | ausgeschieden | ausgeschieden |

### Golf
| Athleten                | Runde 1 | Runde 2 | Runde 3 | Runde 4 | Gesamt | Par | Rang |
| ----------------------- | ------- | ------- | ------- | ------- | ------ | --- | ---- |
| Frauen                  |         |         |         |         |        |     |      |
| Nanna Koerstz Madsen    | 69      | 64      | 72      | 69      | 274    | −10 | 9    |
| Emily Kristine Pedersen | 70      | 63      | 70      | 68      | 271    | −13 | 5    |
| Männer                  |         |         |         |         |        |     |      |
| Joachim B. Hansen       | 66      | 73      | 67      | 69      | 275    | −9  | 27   |
| Rasmus Højgaard         | 73      | 68      | 66      | 71      | 278    | −6  | 38   |

### Handball
Durch den Gewinn der Weltmeisterschaft 2019 ist die dänische Männer-Handballnationalmannschaft bereits für die Olympischen Spiele qualifiziert.
| Wettbewerb      | Männer (Spiele/Tore) |
| --------------- | --- |
| Athleten        | Niklas Landin Jacobsen (8/0) Magnus Landin Jacobsen (8/15) Emil Manfeldt Jakobsen (3/7) Magnus Saugstrup (8/18) Lasse Svan (7/14) Kevin Møller (8/1) Henrik Møllgaard Jensen (8/1) Mads Mensah Larsen (8/20) Henrik Toft Hansen (8/18) Mikkel Hansen (8/61) Morten Olsen (8/4) Jóhan Hansen (8/15) Lasse Bredekjær Andersson (8/6) Jacob Holm (8/29) Mathias Gidsel (8/46) |
| Trainer         | Nikolaj Bredahl Jacobsen |
| P-Akkreditierte | Simon Hald Jensen |
| Gruppenphase    | Japan (47:30) Ägypten (32:27) Bahrain (31:21) Portugal (34:28) Schweden (30:33) |
| Viertelfinale   | Norwegen (31:25) |
| Halbfinale      | Spanien (27:23) |
| Finale          | Frankreich (23:25) |
| Platzierung     | Silber |

### Judo
| Athleten    | Wettbewerb | 1. Runde             | 1. Runde | 2. Runde | 2. Runde | Achtelfinale  | Achtelfinale  | Viertelfinale | Viertelfinale | Halbfinale / Trostrunde | Halbfinale / Trostrunde | Finale / Platz 3 | Finale / Platz 3 | Rang |
| Athleten    | Wettbewerb | Gegner               | Ergebnis | Gegner   | Ergebnis | Gegner        | Ergebnis      | Gegner        | Ergebnis      | Gegner                  | Ergebnis                | Gegner           | Ergebnis         | Rang |
| ----------- | ---------- | -------------------- | -------- | -------- | -------- | ------------- | ------------- | ------------- | ------------- | ----------------------- | ----------------------- | ---------------- | ---------------- | ---- |
| Frauen      |            |                      |          |          |          |               |               |               |               |                         |                         |                  |                  |      |
| Lærke Olsen | bis 63 kg  | C. Beauchemin-Pinard | 0:10     | —        | —        | ausgeschieden | ausgeschieden | ausgeschieden | ausgeschieden | ausgeschieden           | ausgeschieden           | ausgeschieden    | ausgeschieden    | 17   |

### Kanu

#### Kanurennsport
| Athleten                                                                | Wettbewerb | Vorlauf      | Vorlauf | Viertelfinale | Viertelfinale | Halbfinale    | Halbfinale    | Finale A/B    | Finale A/B    | Rang          |
| Athleten                                                                | Wettbewerb | Zeit         | Rang    | Zeit          | Rang          | Zeit          | Rang          | Zeit          | Rang          | Rang          |
| ----------------------------------------------------------------------- | ---------- | ------------ | ------- | ------------- | ------------- | ------------- | ------------- | ------------- | ------------- | ------------- |
| Frauen                                                                  |            |              |         |               |               |               |               |               |               |               |
| Sara Milthers                                                           | K-1 200 m  | 43,863 s     | 6       | 43,675 s      | 5             | ausgeschieden | ausgeschieden | ausgeschieden | ausgeschieden | ausgeschieden |
| Emma Jørgensen                                                          | K-1 200 m  | 41,572 s     | 1       | —             | —             | 38,457 s      | 2             | 38,901 s      | 3             | Bronze        |
| Emma Jørgensen                                                          | K-1 500 m  | 1:49,231 min | 2       | —             | —             | 1:52,931 min  | 2             | 1:52,773 min  | 3             | Bronze        |
| Julie Frølund Funch Bolette Nyvang Iversen                              | K-2 500 m  | 1:52,730 min | 5       | 1:52,678 min  | 5             | ausgeschieden | ausgeschieden | ausgeschieden | ausgeschieden | ausgeschieden |
| Julie Frølund Funch Bolette Nyvang Iversen Emma Jørgensen Sara Milthers | K-4 500 m  | 1:38,453 min | 5       | 1:37,682 min  | 6             | 1:37,386 min  | 4             | 1:41,141 min  | 8             | 8             |

### Leichtathletik
Laufen und Gehen 
| Athleten                                                               | Wettbewerb       | Runde 1     | Runde 1 | Halbfinale    | Halbfinale    | Finale        | Finale        | Rang          |
| Athleten                                                               | Wettbewerb       | Zeit        | Rang    | Zeit          | Rang          | Zeit          | Rang          | Rang          |
| ---------------------------------------------------------------------- | ---------------- | ----------- | ------- | ------------- | ------------- | ------------- | ------------- | ------------- |
| Frauen                                                                 |                  |             |         |               |               |               |               |               |
| Sara Slott Petersen                                                    | 400 m Hürden     | 55,52 s     | 3       | ausgeschieden | ausgeschieden | ausgeschieden | ausgeschieden | ausgeschieden |
| Anna Emilie Møller                                                     | 3000 m Hindernis | 9:31,99 min | 9       | —             | —             | ausgeschieden | ausgeschieden | ausgeschieden |
| Emma Beiter Bomme Astrid Glenner-Frandsen Ida Karstoft Mathilde Kramer | 4 × 100 m        | 43,51 s     | 7       | —             | —             | ausgeschieden | ausgeschieden | ausgeschieden |
| Männer                                                                 |                  |             |         |               |               |               |               |               |
| Kojo Musah                                                             | 100 m            | 10,20 s     | 5       | ausgeschieden | ausgeschieden | ausgeschieden | ausgeschieden | ausgeschieden |
| Ole Hesselbjerg                                                        | 3000 m Hindernis | 8:24,08 min | 8       | —             | —             | ausgeschieden | ausgeschieden | ausgeschieden |
| Thijs Nijhuis                                                          | Marathon         | —           | —       | —             | —             | 2:26:59 h     | 70            | 70            |
| Abdi Hakin Ulad                                                        | Marathon         | —           | —       | —             | —             | 2:15:50 h     | 23            | 23            |
| Simon Hansen Tazana Kamanga-Dyrbak Kojo Musah Frederik Schou-Nielsen   | 4 × 100 m        | 38,16 s     | 7       | —             | —             | ausgeschieden | ausgeschieden | ausgeschieden |

### Radsport

#### Bahn
| Athleten                                                          | Wettbewerb            | Qualifikation     | Qualifikation | Finals       | Finals | Rang   |
| Athleten                                                          | Wettbewerb            | Zeit              | Rang          | Zeit/Punkte  | Rang   | Rang   |
| ----------------------------------------------------------------- | --------------------- | ----------------- | ------------- | ------------ | ------ | ------ |
| Frauen                                                            |                       |                   |               |              |        |        |
| Amalie Dideriksen Julie Leth                                      | Madison               | —                 | —             | 35           | 2      | Silber |
| Männer                                                            |                       |                   |               |              |        |        |
| Lasse Norman Hansen Michael Mørkøv                                | Madison               | —                 | —             | 43           | 1      | Gold   |
| Lasse Norman Hansen Niklas Larsen Rasmus Pedersen Frederik Madsen | Mannschaftsverfolgung | 3:45,014 min (OR) | 1             | 3:42,196 min | 2      | Silber |

Omnium
| Frauen            |        |    |   |    |   |    |   |    |    |     |   |
| Amalie Dideriksen | Omnium | 26 | 8 | 30 | 6 | 36 | 3 | 11 | 16 | 103 | 4 |
| Männer            |        |    |   |    |   |    |   |    |    |     |   |
| Niklas Larsen     | Omnium | 32 | 5 | 30 | 6 | 26 | 8 | 12 | 13 | 113 | 5 |

#### Straße
| Athleten                 | Wettbewerb       | Zeit         | Rang |
| ------------------------ | ---------------- | ------------ | ---- |
| Frauen                   |                  |              |      |
| Emma Norsgaard Jørgensen | Straßenrennen    | DNF          | –    |
| Cecilie Uttrup Ludwig    | Straßenrennen    | 3:54:31 h    | 10   |
| Emma Norsgaard Jørgensen | Einzelzeitfahren | 33:50,18 min | 17   |
| Männer                   |                  |              |      |
| Kasper Asgreen           | Straßenrennen    | DNF          | –    |
| Jakob Fuglsang           | Straßenrennen    | 6:08:09 h    | 12   |
| Michael Valgren          | Straßenrennen    | 6:21:46 h    | 78   |
| Christopher Juul-Jensen  | Straßenrennen    | DNF          | –    |
| Kasper Asgreen           | Einzelzeitfahren | 56:52,21 min | 07   |

#### Mountainbike
| Athleten             | Wettbewerb    | Zeit      | Rang |
| -------------------- | ------------- | --------- | ---- |
| Frauen               |               |           |      |
| Caroline Bohé        | Cross-Country | 1:20:57 h | 13   |
| Malene Degn          | Cross-Country | 1:20:34 h | 12   |
| Männer               |               |           |      |
| Sebastian Carstensen | Cross-Country | 1:30:28 h | 22   |

#### BMX
| Athleten           | Wettbewerb | Viertelfinale | Viertelfinale | Halbfinale | Halbfinale | Finale   | Finale | Rang |
| Athleten           | Wettbewerb | Punkte        | Rang          | Punkte     | Rang       | Zeit     | Rang   | Rang |
| ------------------ | ---------- | ------------- | ------------- | ---------- | ---------- | -------- | ------ | ---- |
| Frauen             |            |               |               |            |            |          |        |      |
| Simone Christensen | BMX-Rennen | 7             | 2             | 10         | 2          | 45,582 s | 6      | 6    |

### Reiten

#### Dressurreiten
| Athleten                                                                                                | Wettbewerb | Prozent    | Prozent    | Prozent  | Rang |
| Athleten                                                                                                | Wettbewerb | Grand Prix | GP Spécial | GP Kür   | Rang |
| --- | ---------- | ---------- | ---------- | -------- | ---- |
| Cathrine Dufour mit Bohemian                                                                            | Einzel     | 81,056 %   | —          | 87,507 % | 4    |
| Carina Cassøe Krüth mit Heiline's Danciera                                                              | Einzel     | 76,677 %   | —          | 83,329 % | 7    |
| Nanna Skodborg Merrald mit Zack                                                                         | Einzel     | 73,168 %   | —          | 80,893 % | 11   |
| Cathrine Dufour mit Bohemian Carina Cassøe Krüth mit Heiline's Danciera Nanna Skodborg Merrald mit Zack | Mannschaft | 7435,0     | 7540,0     | —        | 4    |

#### Springreiten
| Athleten                      | Wettbewerb | Strafpunkte | Strafpunkte   | Strafpunkte   | Rang |
| Athleten                      | Wettbewerb | 1. Umlauf   | 2. Umlauf     | Stechen       | Rang |
| ----------------------------- | ---------- | ----------- | ------------- | ------------- | ---- |
| Andreas Schou mit Darc de Lux | Einzel     | 9,00        | ausgeschieden | ausgeschieden | 47   |

#### Vielseitigkeitsreiten
| Athleten     | Wettbewerb | Minuspunkte Dressur | Minuspunkte Gelände | Minuspunkte Springen | Minuspunkte Springen | Minuspunkte Gesamt | Rang |
| ------------ | ---------- | ------------------- | ------------------- | -------------------- | -------------------- | ------------------ | ---- |
| Peter Flarup | Einzel     | 33,70               | 67,20               | 4,00                 | ausgeschieden        | 104,90             | 40   |

### Ringen

#### Griechisch-römischer Stil
Legende: G = Gewonnen, V = Verloren, S = Schultersieg
| Athleten           | Wettbewerb       | Achtelfinale | Achtelfinale | Viertelfinale | Viertelfinale | Halbfinale    | Halbfinale    | Hoffnungsrunde Halbfinale | Hoffnungsrunde Halbfinale | Hoffnungsrunde Finale | Hoffnungsrunde Finale | Finale        | Finale        | Rang |
| Athleten           | Wettbewerb       | Gegner       | Ergebnis     | Gegner        | Ergebnis      | Gegner        | Ergebnis      | Gegner                    | Ergebnis                  | Gegner                | Ergebnis              | Gegner        | Ergebnis      | Rang |
| ------------------ | ---------------- | ------------ | ------------ | ------------- | ------------- | ------------- | ------------- | ------------------------- | ------------------------- | --------------------- | --------------------- | ------------- | ------------- | ---- |
| Männer             |                  |              |              |               |               |               |               |                           |                           |                       |                       |               |               |      |
| Fredrik Bjerrehuus | Klasse bis 67 kg | P. Nassibow  | V 1:5        | ausgeschieden | ausgeschieden | ausgeschieden | ausgeschieden | A. Surkow                 | V 0:7                     | ausgeschieden         | ausgeschieden         | ausgeschieden | ausgeschieden | 14   |

### Rudern
| Athleten                                                                               | Wettbewerb             | Vorlauf     | Vorlauf | Vorlauf        | Hoffnungslauf / Viertelfinale | Hoffnungslauf / Viertelfinale | Hoffnungslauf / Viertelfinale | Halbfinale  | Halbfinale | Halbfinale    | Finale      | Finale | Rang   |
| Athleten                                                                               | Wettbewerb             | Zeit        | Platz   | Qualifikation  | Zeit                          | Platz                         | Qualifikation                 | Zeit        | Platz      | Qualifikation | Zeit        | Platz  | Rang   |
| -------------------------------------------------------------------------------------- | ---------------------- | ----------- | ------- | -------------- | ----------------------------- | ----------------------------- | ----------------------------- | ----------- | ---------- | ------------- | ----------- | ------ | ------ |
| Frauen                                                                                 |                        |             |         |                |                               |                               |                               |             |            |               |             |        |        |
| Hedvig Laerke Berg Rasmussen Fie Udby Erichsen                                         | Zweier ohne Steuerfrau | 7:22,86 min | 2       | Halbfinale A/B | —                             | —                             | —                             | 7:08,44 min | 6          | Finale B      | 6:59,48 min | 2      | 8      |
| Trine Dahl Pedersen Christina Juhl Johansen Frida Sanggaard Nielsen Ida Gørtz Jacobsen | Vierer ohne Steuerfrau | 6:50,15 min | 5       | Hoffnungslauf  | 7:01,17 min                   | 6                             | Finale B                      | —           | —          | —             | 6:34,72 min | 2      | 8      |
| Männer                                                                                 |                        |             |         |                |                               |                               |                               |             |            |               |             |        |        |
| Sverri Sandberg Nielsen                                                                | Einer                  | 7:02,88 min | 1       | Viertelfinale  | 7:10,52 min                   | 1                             | Halbfinale A/B                | 6:44,00 min | 2          | Finale A      | 6:42,73 min | 4      | 4      |
| Frederic Vystavel Joachim Sutton                                                       | Zweier ohne Steuermann | 6:36,93 min | 2       | Halbfinale     | —                             | —                             | —                             | 6:15,88 min | 2          | Finale A      | 6:19,88 min | 3      | Bronze |

### Schießen
| Athleten                   | Wettbewerb                               | Qualifikation   | Qualifikation | Finale          | Finale        | Ringe/ Scheiben | Rang   |
| Athleten                   | Wettbewerb                               | Ringe/ Scheiben | Rang          | Ringe/ Scheiben | Rang          | Ringe/ Scheiben | Rang   |
| -------------------------- | ---------------------------------------- | --------------- | ------------- | --------------- | ------------- | --------------- | ------ |
| Frauen                     |                                          |                 |               |                 |               |                 |        |
| Anna Nielsen               | Luftgewehr 10 Meter                      | 623,3           | 28            | ausgeschieden   | ausgeschieden | ausgeschieden   | 28     |
| Rikke Ibsen                | Luftgewehr 10 Meter                      | 625,0           | 22            | ausgeschieden   | ausgeschieden | ausgeschieden   | 22     |
| Rikke Ibsen                | Kleinkaliber Dreistellungskampf 50 Meter | 1157 / 41       | 29            | ausgeschieden   | ausgeschieden | ausgeschieden   | 29     |
| Männer                     |                                          |                 |               |                 |               |                 |        |
| Jesper Hansen              | Skeet                                    | 122             | 6             | 55              | 2             | 177             | Silber |
| Steffen Olsen              | Kleinkaliber Dreistellungskampf 50 Meter | 1160 / 53       | 28            | ausgeschieden   | ausgeschieden | ausgeschieden   | 28     |
| Mixed                      |                                          |                 |               |                 |               |                 |        |
| Anna Nielsen Steffen Olsen | 10 m Luftgewehr                          | 623,1           | 21            | ausgeschieden   | ausgeschieden | ausgeschieden   | 21     |

### Schwimmen
| Athleten                                                         | Wettbewerb          | Vorlauf        | Vorlauf | Halbfinale    | Halbfinale    | Finale        | Finale        | Rang   |
| Athleten                                                         | Wettbewerb          | Zeit           | Rang    | Zeit          | Rang          | Zeit          | Rang          | Rang   |
| ---------------------------------------------------------------- | ------------------- | -------------- | ------- | ------------- | ------------- | ------------- | ------------- | ------ |
| Frauen                                                           |                     |                |         |               |               |               |               |        |
| Pernille Blume                                                   | 50 m Freistil       | 24,12 s        | 2       | 24,08 s       | 2             | 24,21 s       | 3             | Bronze |
| Julie Kepp Jensen                                                | 50 m Freistil       | 24,70 s        | 14      | 24,98 s       | 16            | ausgeschieden | ausgeschieden | 16     |
| Pernille Blume                                                   | 100 m Freistil      | 52,96 s        | 7       | 53,26 s       | 10            | ausgeschieden | ausgeschieden | 10     |
| Signe Bro                                                        | 100 m Freistil      | 53,54 s        | 13      | 53,55 s       | 12            | ausgeschieden | ausgeschieden | 12     |
| Helena Rosendahl Bach                                            | 1500 m Freistil     | 16:29,56 min   | 25      | —             | —             | ausgeschieden | ausgeschieden | 25     |
| Emilie Beckmann                                                  | 100 m Schmetterling | 58,84 s        | 22      | ausgeschieden | ausgeschieden | ausgeschieden | ausgeschieden | 22     |
| Helena Bach                                                      | 200 m Schmetterling | 2:09,37 min    | 10      | 2:10,05 min   | 12            | ausgeschieden | ausgeschieden | 12     |
| Pernille Blume Signe Bro Julie Kepp Jensen Jeanette Ottesen      | 4 × 100 m Freistil  | 3:35,56 min NR | 7       | —             | —             | 3:35,70 min   | 8             | 8      |
| Karoline Sørensen Clara Rybak-Andersen Emilie Beckmann Signe Bro | 4 × 100 m Lagen     | 4:04,04 min    | 15      | —             | —             | ausgeschieden | ausgeschieden | 15     |
| Männer                                                           |                     |                |         |               |               |               |               |        |
| Anton Ipsen                                                      | 800 m Freistil      | 7:54,98 min    | 21      | —             | —             | ausgeschieden | ausgeschieden | 21     |
| Alexander Nørgaard                                               | 800 m Freistil      | 7:53,50 min    | 19      | —             | —             | ausgeschieden | ausgeschieden | 19     |
| Anton Ipsen                                                      | 1500 m Freistil     | 15:01,58 min   | 14      | —             | —             | ausgeschieden | ausgeschieden | 14     |
| Alexander Nørgaard                                               | 1500 m Freistil     | 15:28,70 min   | 26      | —             | —             | ausgeschieden | ausgeschieden | 26     |
| Tobias Bjerg                                                     | 100 m Brust         | DSQ            | DSQ     | ausgeschieden | ausgeschieden | ausgeschieden | ausgeschieden | —      |

### Segeln
| Athleten                              | Wettbewerb      | Qualifikation | Qualifikation | Medal Race | Medal Race | Punkte | Rang |
| Athleten                              | Wettbewerb      | Punkte        | Rang          | Punkte     | Rang       | Punkte | Rang |
| ------------------------------------- | --------------- | ------------- | ------------- | ---------- | ---------- | ------ | ---- |
| Frauen                                |                 |               |               |            |            |        |      |
| Lærke Buhl-Hansen                     | Windsurfen RS:X | 75            | 7             | 18         | 9          | 93     | 7    |
| Anne-Marie Rindom                     | Laser Radial    | 64            | 1             | 14         | 7          | 78     | Gold |
| Ida Marie Baad Marie Thusgaard        | 49erFX          | 98            | 10            | 8          | 4          | 106    | 8    |
| Männer                                |                 |               |               |            |            |        |      |
| Jonas Warrer Jakob Precht Jensen      | 49er            | 66            | 5             | 16         | 8          | 82     | 5    |
| Mixed                                 |                 |               |               |            |            |        |      |
| Lin Ea Cenholt Christian Peter Lübeck | Nacra 17        | 66            | 6             | 4          | 2          | 70     | 4    |

### Skateboard
| Athleten      | Wettbewerb | Qualifikation | Qualifikation | Finale        | Finale        | Rang |
| Athleten      | Wettbewerb | Punkte        | Rang          | Punkte        | Rang          | Rang |
| ------------- | ---------- | ------------- | ------------- | ------------- | ------------- | ---- |
| Männer        |            |               |               |               |               |      |
| Rune Glifberg | Park       | 37,61         | 19            | ausgeschieden | ausgeschieden | 19   |

### Tischtennis
| Athleten       | Wettbewerb | 1. Runde | 1. Runde | 2. Runde      | 2. Runde | 3. Runde    | 3. Runde | Achtelfinale  | Achtelfinale  | Viertelfinale | Viertelfinale | Halbfinale    | Halbfinale    | Finale/Platz 3 | Finale/Platz 3 | Rang  |
| Athleten       | Wettbewerb | Gegner   | Erg.     | Gegner        | Erg.     | Gegner      | Erg.     | Gegner        | Erg.          | Gegner        | Erg.          | Gegner        | Erg.          | Gegner         | Erg.           | Rang  |
| -------------- | ---------- | -------- | -------- | ------------- | -------- | ----------- | -------- | ------------- | ------------- | ------------- | ------------- | ------------- | ------------- | -------------- | -------------- | ----- |
| Männer         |            |          |          |               |          |             |          |               |               |               |               |               |               |                |                |       |
| Jonathan Groth | Einzel     | —        | —        | Bence Majoros | 4:1      | Simon Gauzy | 0:4      | ausgeschieden | ausgeschieden | ausgeschieden | ausgeschieden | ausgeschieden | ausgeschieden | ausgeschieden  | ausgeschieden  | 17–32 |